# Felix Linnemann
Felix Linnemann (* 20. November 1882 in Essen; † 11. März 1948 in Steinhorst) war ein deutscher Fußballfunktionär und von 1925 bis 1940 vierter Präsident des Deutschen Fußball-Bundes (DFB). Als Leiter einer Kriminalpolizeileitstelle war er verantwortlich für Deportationen von Sinti und Roma in Vernichtungslager.

## Leben
Linnemann wuchs als Sohn eines Architekten in Essen auf und besuchte dort bis zur Reifeprüfung 1902 das Burggymnasium. Anschließend studierte er in München, Münster und Berlin Jura und Medizin, erlangte jedoch keinen akademischen Abschluss. 1902 war er Mitglied des Berliner FC Preussen geworden und wurde 1908 in dessen Vorstand gewählt. Vom 1. Oktober 1904 bis zum 30. September 1905 diente er als Einjährig-Freiwilliger im Deutschen Heer. 1910 wurde er als Kriminalkommissar-Anwärter in den öffentlichen Dienst übernommen und bestand am 31. Mai 1912 die Fachprüfung mit der Note ausreichend. Im August 1914 wurde er als Soldat für den Ersten Weltkrieg eingezogen und erhielt bereits nach drei Monaten das Eiserne Kreuz II. Klasse. Nachdem er im Juli 1917 an Typhus und Ruhr schwer erkrankt war, wurde er nach Berlin in eine Überwachungsabteilung versetzt. Nach Kriegsende versah er weiter seinen Polizeidienst in Berlin und wurde nach seiner Beförderung zum Kriminalinspektor in der Abteilung für Hochstapelei und Scheckbetrug eingesetzt. Im Jahr 1927 wurde er hauptamtlich als Organisationsdezernent in der Struktur der Berliner Kriminalpolizei eingesetzt. Spätestens 1933 trug er den Titel Kriminalrat.
1918 übernahm Linnemann ehrenamtlich den Vorsitz im Verband Brandenburgischer Ballspielvereine. In dieser Eigenschaft setzte er sich bei der Tagung des DFB-Bundesausschusses im April 1919 nachdrücklich für die Stärkung des DFB als Dachorganisation des deutschen Fußballsports ein und wurde daraufhin als 2. Bundesvorsitzender des DFB berufen. Zu dieser Zeit vertrat er bereits die Ansicht, dass der Fußball eine klassenüberwindende Funktion ausüben müsste. 1925 löste Linnemann Gottfried Hinze als Vorsitzenden des DFB ab. Mit Blick auf eine drohende Heranziehung zur Vergnügungssteuer sprach er sich vehement gegen die Einführung des Profifußballs aus, forcierte aber andererseits die Kommerzialisierung des Fußballsports, unter anderem durch die Gewinnung von Sponsoren, um die Vereine finanziell zu stärken. Auf Betreiben Linnemanns wurde 1926 mit Otto Nerz erstmals ein hauptamtlicher Reichstrainer für die Fußballnationalmannschaft berufen. Bis zur Auflösung des Deutschen Reichsausschusses für Leibesübungen (DRL) im Jahre 1933 war Linnemann dessen 3. Vorsitzender.
Nach der Gleichschaltung aller gesellschaftlichen Organisationen durch die Nationalsozialisten wurde Linnemann am 30. Mai 1933 vom Reichssportkommissar von Tschammer und Osten ehrenamtlich mit der Leitung des DFB beauftragt, die er beim DFB-Bundestag am 9. Juli 1933 formell übernahm. Daneben wurde er in den Reichsführerring des deutschen Sports aufgenommen. In Personalunion wurde er 1934 Leiter des Fachamtes Fußball im Deutschen Reichsbund für Leibesübungen, der an die Stelle des DRL getreten war. Unter der Leitung von Linnemann wurde 1933 das Ligensystem im Fußball neu organisiert. Die sieben regionalen Mitgliedsverbände des DFB waren aufgelöst, an die Stelle ihrer zumeist kleinteiligen Ligastrukturen traten 16 zentrale Gauligen, deren Sieger in einer Endrunde den deutschen Meister ermittelten. Regionale Meisterschaften fanden nicht mehr statt.
In Linnemanns Verantwortungsbereich im Fachamt Fußball fiel auch die Fußballnationalmannschaft. Mit viel propagandistischem Aufwand wurde sie in der deutschen Öffentlichkeit zum Favoriten für das olympische Fußballturnier 1936 in Berlin hochstilisiert. Die Nationalmannschaft startete mit einem 9:0-Sieg über Luxemburg verheißungsvoll in das Turnier. Anschließend ordnete Linnemann an, im nächsten Spiel gegen Norwegen die etablierten Spieler zu schonen und durch junge Spieler zu ersetzen. Als Reichstrainer Nerz Bedenken äußerte, wischte Linnemann diese mit der Bemerkung: „Ich bin dem Reichssportführer verantwortlich“ vom Tisch. Deutschland verlor unter den Augen von Adolf Hitler mit 0:2 und schied aus dem Olympiaturnier aus. Linnemann wälzte danach alle Schuld auf Nerz ab und leitete, begleitet von undurchsichtigen Umständen, die sich bis 1938 hinzogen, dessen Ablösung und Nachfolge durch Sepp Herberger ein.
Dennoch war er durch seine Fehlentscheidung bei den Olympischen Spielen angreifbar geworden, außerdem war er nach wie vor weder Mitglied der NSDAP noch der SS, für einen Polizeibeamten ungewöhnlich. Dieses Manko wurde schließlich als Grund angeführt, dass er am 1. April 1937 in seiner hauptberuflichen Funktion als Leiter des Kriminalinstituts in Berlin-Charlottenburg durch Otto Hellwig abgelöst und zur Fachschule für Kriminalpolizei nach Stettin versetzt wurde. Damit war er von den Berliner Entscheidungsabläufen im Fachamt und beim DFB abgeschnitten, und er nahm in der Folgezeit nur noch repräsentative Aufgaben wahr, wenngleich er seiner Führungspositionen in beiden Bereichen nie enthoben wurde. Er blieb weiter Kurator an der Berliner Hochschule für Leibesübungen und Mitglied der Amateurkommission der FIFA.
Am 31. Mai 1937 beantragte Linnemann die Aufnahme in die NSDAP und wurde rückwirkend zum 1. Mai desselben Jahres aufgenommen (Mitgliedsnummer 4.652.107). 1939 wurde er als Leiter der Kriminalpolizeileitstelle nach Hannover versetzt und dort zum Regierungs- und Kriminaldirektor befördert. Als Dienststellenleiter war er auch verantwortlich für die Deportation der in der Region Hannover ansässigen Sinti und Roma in die Konzentrationslager (vgl. Porajmos). 1940 wurde er Mitglied der SS (SS-Nummer 353.496) und stieg dort zum SS-Obersturmbannführer und nach seiner Versetzung ins Reichssicherheitshauptamt in Berlin am 30. Januar 1945 zum SS-Standartenführer auf.
Am 27. April 1940 löste sich der DFB formal auf und Linnemann wurde zu einem der drei Liquidatoren bestimmt.

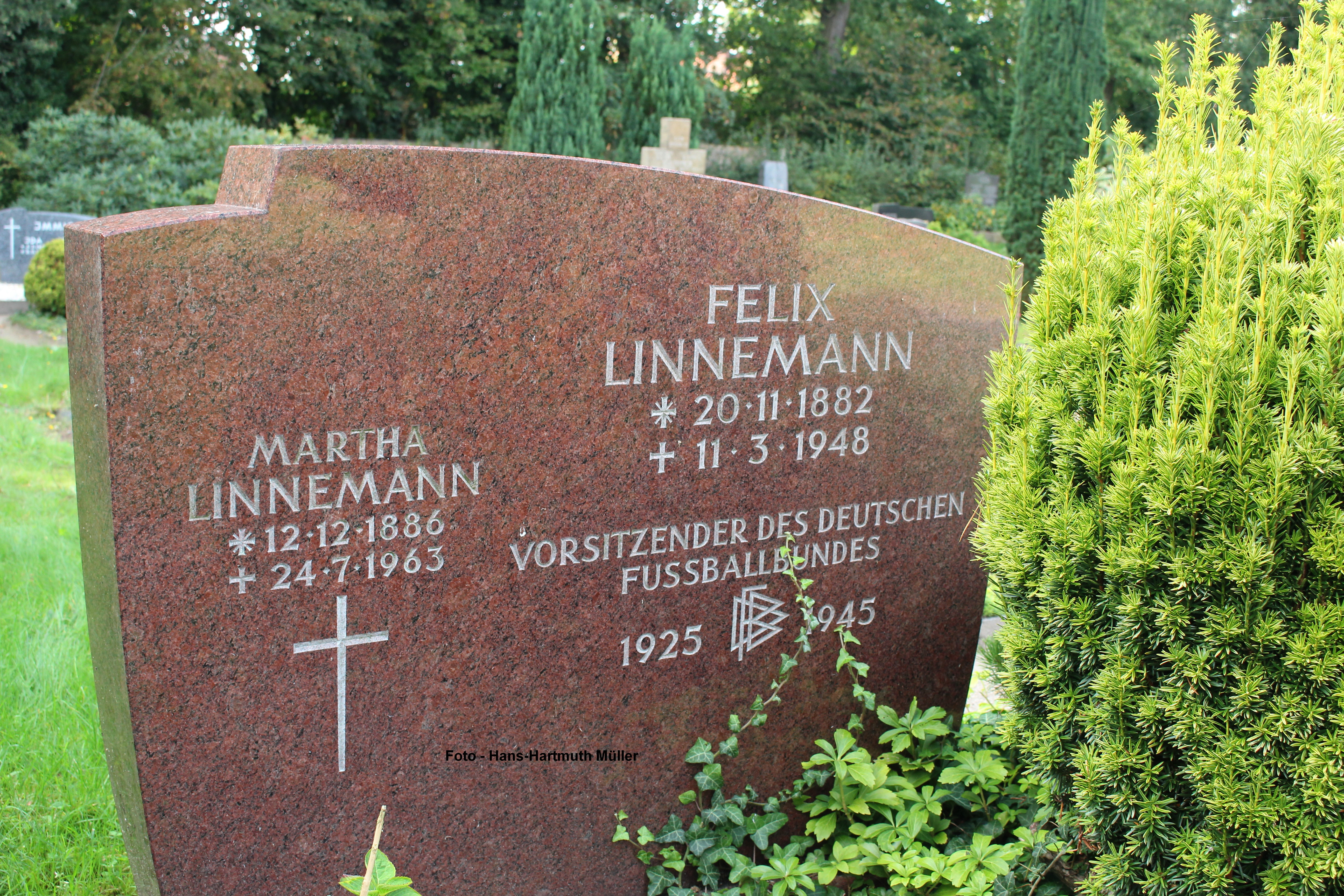
Grab von Felix Linnemann auf dem Friedhof von Steinhorst (2014)

Nach dem Ende des Zweiten Weltkrieges wurde Linnemann am 26. Mai 1945 wegen seiner Mitgliedschaft in der SS von der britischen Militärregierung verhaftet und für sechs Monate im Lager Westertimke interniert. Auf Drängen der FIFA sollte er künftig keine nationalen und internationalen Ämter mehr in Fußballgremien ausüben. Nach seiner Entlassung aus der Internierung lebte er zusammen mit seiner Frau in Steinhorst, wo er am 11. März 1948 verstarb und beigesetzt wurde.